# Parco Pavese
Il Parco Vecchio e il Parco Nuovo furono due speciali ripartizioni del Principato di Pavia, a settentrione del capoluogo.

## Storia
La zona a nord di Pavia fu recintata dai duchi di Milano nel tardo medioevo. Un ampliamento fu operato durante la dominazione spagnola.
Il territorio era sottomesso direttamente al capoluogo provinciale.